# Solomon Eccles
Solomon Eccles fou un violinista anglès del segle xvii. S'havia distingit en la música quan l'abandonà per entregar-se per sencer a la propagació de la secta dels quàquers, a la que s'havia afiliat. Fou empresonat diverses vegades i sembla que se'l deportà a Nova Anglaterra, acabant per abdicar de la secta, fent-se ateu. Deixà escrita una obra sobre l'art de tocar el violí, titulada The division violin (Londres, 1693). En ingressar en la mencionada secta publicà un Diàleg sobre la vanitat de la música (1697) del que avui en resten molt comptats exemplars.